# Champeta

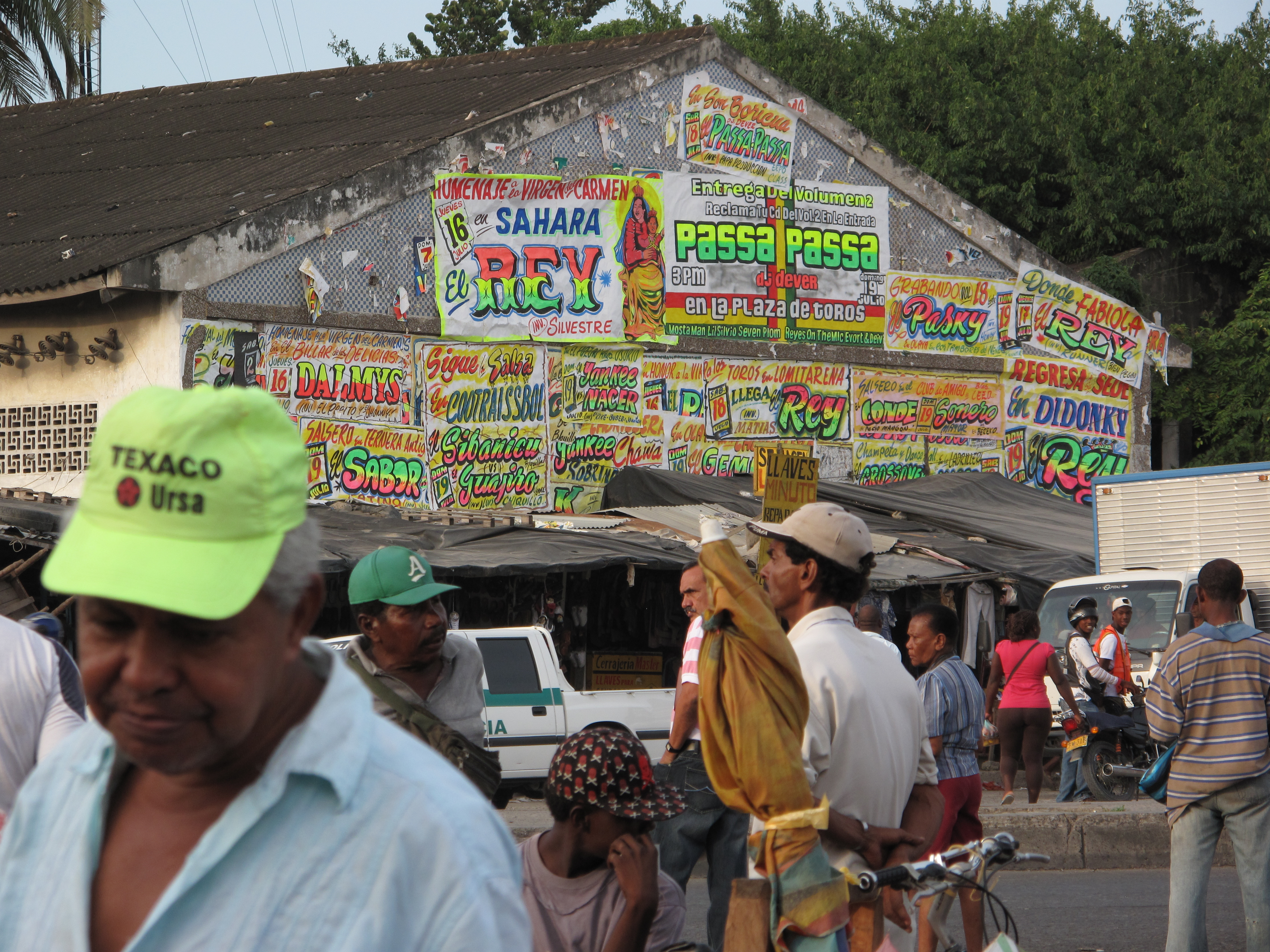
Affiches annonçant les concerts de Champeta au marché Bazurto de Carthagène.

La champeta est un genre musical de Colombie. 

## Origine
La champeta naît dans les années 1970 et est issue des communautés afro-descendantes des quartiers marginaux de Carthagène des Indes. Cette ville possède les musiques les plus métissées de Colombie, les rythmes puisant dans les musiques africaines. On les retrouve aussi dans la cumbia, le bullerengue, le son de negro, la chalupa, et qui ont été l'essence d'une musique afro-colombienne qui fait la fierté du pays.